# Sue Wagner
Sue Ellen Wagner (* 6. Januar 1940 in Portland, Maine) ist eine US-amerikanische Politikerin. Zwischen 1991 und 1995 war sie Vizegouverneurin des Bundesstaates Nevada.

## Werdegang
Sue Ellen Pooler, so ihr Geburtsname,  wuchs seit 1950 in Arizona auf, wohin ihre Eltern gezogen waren. Bis 1962 studierte sie an der University of Arizona politische Wissenschaften. Daran schloss sich bis 1963 ein Geschichtsstudium an der Northwestern University in Illinois an. In den Jahren 1963 und 1964 war sie bei der Verwaltung der Ohio State University als Assistant Dean of Women angestellt. Dabei gehörte es zu ihren Aufgaben, sich um die Belange der Studentinnen zu kümmern. Nach ihrer Heimkehr nach Arizona arbeitete sie für kurze Zeit als Zeitungsreporterin in Tucson. Dort war sie von 1965 bis 1969 als Geschichtslehrerin an der Catalina High School tätig. 1969 zog sie mit ihrem Mann Peter, den sie 1964 geheiratet hatte, und ihren zwei Kindern nach Reno in Nevada, wo sie als Mitglied der Republikanischen Partei eine politische Laufbahn einschlug. Zwischen 1975 und 1980 saß sie in der Nevada Assembly; von 1981 bis 1989 gehörte sie dem Staatssenat an,  wo sie zeitweise Vorsitzende des Justizausschusses war. Sie setzte sich vor allem für eine Verbesserung der Lage von Frauen und Familien ein.  Im September 1990 wurde sie bei einem Flugzeugabsturz schwer verletzt. Dabei wurde sie teilweise gelähmt. Diese Verletzungen standen möglichen Kandidaturen auf Bundesebene im Wege.
1990 wurde Wagner an der Seite von Bob Miller zur Vizegouverneurin von Nevada gewählt. Dieses Amt bekleidete sie zwischen 1991 und 1995. Dabei war sie Stellvertreterin des Gouverneurs und Vorsitzende des Staatssenats. Trotz ihrer Behinderung konnte sie dieses Amt ausüben. Im Jahr 1994 verzichtete sie auf eine erneute Kandidatur. Von 1997 bis 2009 war sie Mitglied der Nevada Gaming Commission, die sich mit dem Glücksspiel in ihrem Staat befasst. Im Januar 2014 erklärte sie ihren Austritt aus der Republikanischen Partei, mit der sie zunehmend unzufriedener geworden war.  Sie sei ihr zu konservativ geworden und stehe ihrer Meinung nach der Tea-Party-Bewegung zu nahe.